# Acid peroxynitric
Axit peroxynitric là một hợp chất hóa học với công thức HNO
4. Nó là một acid oxo của nitơ, sau acid peroxynitrơ.

## Điều chế
Peroxynitrat, base tiếp hợp của acid peroxynitric, được hình thành nhanh chóng trong quá trình phân hủy peroxynitrit trong các điều kiện trung hòa.